# Carmen Holinka
Carmen Holinka (* 16. Dezember 1968 in Ludwigsburg) ist eine ehemalige deutsche Fußballspielerin und -trainerin.

## Karriere

### Spielerin
Holinka begann im Sommer 1979 bei der ein Jahr zuvor gegründeten Frauenfußballabteilung des TSV Ludwigsburg mit dem Fußballspielen. Nach Durchlaufen der Jugendmannschaften der Altersklassen U12 bis U19 stieg sie in die erste Mannschaft auf. Mit ihrer Mannschaft gewann sie 1991 die Württembergische Meisterschaft, die die Qualifikation zur Aufstiegsrunde bedeutete. Als Sieger der Gruppe Süd 2 stieg sie mit ihr in die seinerzeit zweigleisige Bundesliga auf. Die Klassenzugehörigkeit in der Gruppe Süd konnte als Zehntplatzierter nur aufgrund der Auflösung der Frauenfußballabteilung des VfL Ulm/Neu-Ulm und des Verzichts auf den Klassenverbleib des FC Wismut Aue aus finanziellen Gründen gehalten werden. Doch in der Folgesaison war als Zehntplatzierter der Abstieg besiegelt.
Zur Saison 1993/94 wechselte sie zum württembergischen Erstligisten VfL Sindelfingen, für den sie zwei Jahre lang in der Bundesliga spielte, bevor sie sich zur Saison 1995/96 Grün-Weiß Brauweiler in der Gruppe Nord anschloss und diese am Saisonende als Meister abschloss. In dieser Saison erzielte sie 27 Tore. Im Halbfinale der Endrunde um die Deutsche Meisterschaft unterlag ihre Mannschaft nach Hin- und Rückspiel der SG Praunheim mit 0:1. In der Folgesaison gewann sie mit ihrer Mannschaft erneut die Meisterschaft in der Gruppe Nord und erstmals auch die Deutsche Meisterschaft durch ein 5:3 im Elfmeterschießen gegen den FC Rumeln-Kaldenhausen. Mit dem 3:1-Sieg über den FC Eintracht Rheine im nationalen Vereinspokal sechs Tage später im Berliner Olympiastadion – bei dem sie den Treffer zum Endstand in der 77. Minute beisteuerte – gewann ihr Verein erstmals auch das Double. Gegen jenen Gegner gewann sie am 31. August 1997 in Rheine mit dem 1:0-Sieg auch noch den DFB-Supercup. Die Saison 1999/2000 spielte sie in der seit 1997 eingleisigen Bundesliga für den SC 07 Bad Neuenahr, für den sie in 19 Punktspielen acht Tore erzielte. Als DFB-Co-Trainerin (U19 Frauen) wurde Carmen 2011 Europameisterin, ebenso 2019 als Co-Trainerin (DFB U 17 Frauen).

### Trainerin / Funktionärin
Von 2001 bis 2003 war sie Trainerin des TuS Köln rrh. 1874.
Von 2003 bis 2007 war sie für den Fußball-Verband Mittelrhein und bis 2020 für den DFB im Juniorinnenbereich als Trainerin und im Scouting aktiv. Seit Juli 2021 verstärkte sie als Individualtrainerin der U15 bis U19 das Trainerteam des TSG Backnang 1919 und wechselte dann zum Ligarivalen SG Sonnenhof Großaspach. Hier trainiert sie die U16 und ab Sommer 2025 die U17.

## Erfolge
- Deutscher Meister 1997 (mit Grün-Weiß Brauweiler)
- DFB-Pokal-Sieger 1997 (mit Grün-Weiß Brauweiler)
- DFB-Supercup-Sieger 1997 (mit Grün-Weiß Brauweiler)
- Europameister 2011 und 2019 (mit DFB U 19 und DFB U 17 Frauen)